# فهرست شخصیت‌های هوم‌استاک

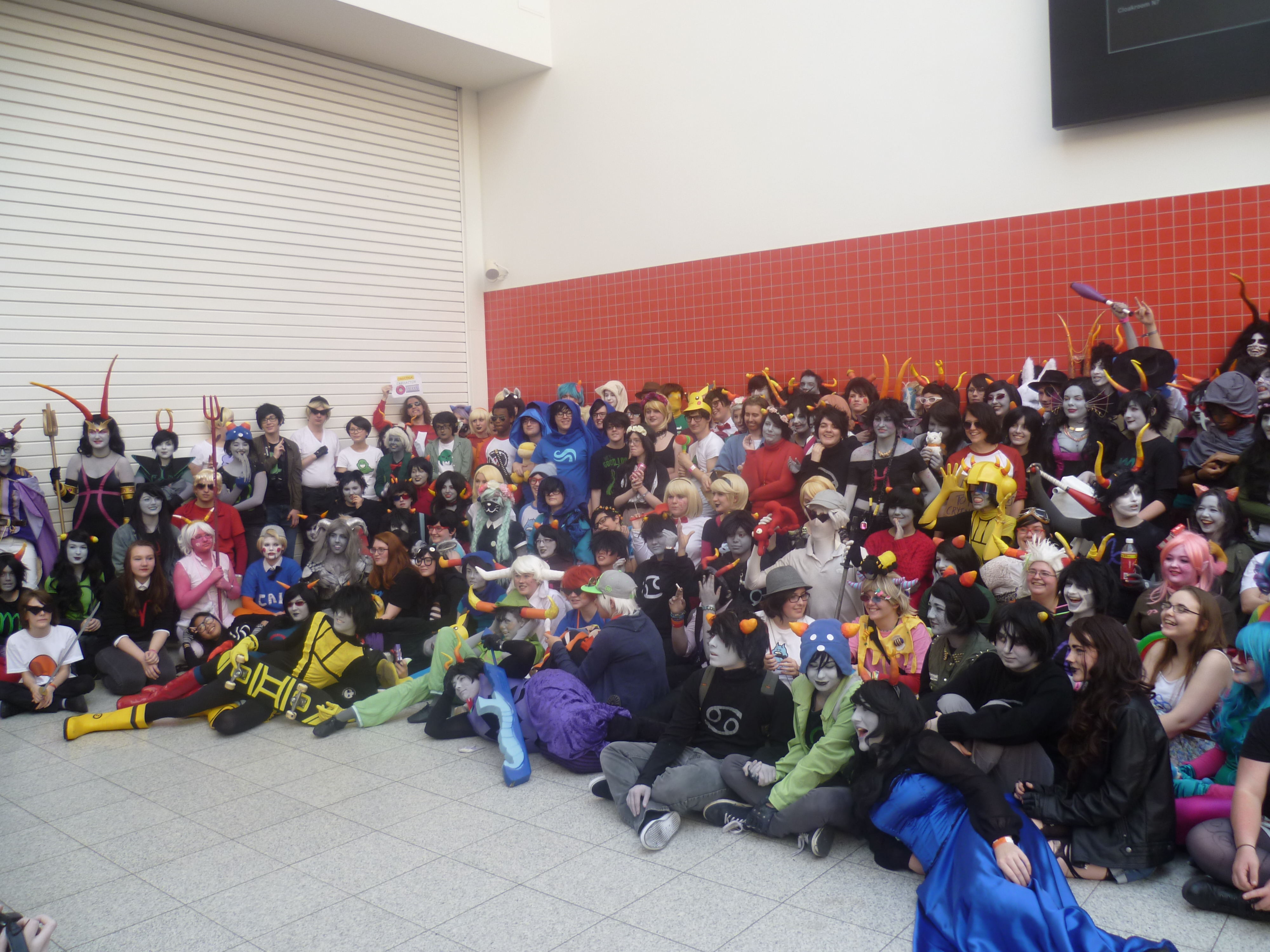
گروهی از کازپلی شخصیت‌های هوم‌استاک در کمیک کن مک لندن سال ۲۰۱۴

هوم‌استاک یک وب‌کمیک نوشته، مصور و متحرک شده توسط اندرو هاسی به‌عنوان بخشی از ام‌اس پینت ادونچرز (ام‌اس‌پی‌ای) می‌باشد. این وب‌کمیک حول محور گروهی از نوجوانانی می‌چرخد که ناخواسته از طریق نصب نسخهٔ بتا یک بازی رایانه‌ای پایان جهان را رقم می‌زنند. هوم‌استاک دارای داستان پیچیده و شخصیت‌های زیادی می‌باشد که مهم‌ترین آن‌ها چهار کودک به نام‌های جان اگبرت، رز لالوند، دیو استریدر و جید هارلی هستند. هاسی برای این مجموعه گونه‌ای از بیگانه‌هارا خلق کرده که به آن‌ها ترول گفته می‌شود که این ترول‌ها فرهنگ منحصربه‌فرد خودشان را دارند. کازپلی کردن شخصیت‌های هوم‌استاک برای مراسمات گردهمایی انیمه از محبوبیت خاصی برخوردار می‌باشد.
به‌گفتهٔ یکی از نویسندگان دیلی دات که لورن ری نام دارد در سپتامبر سال ۲۰۱۲، ۱۲۸ شخصیت نام‌گذاری شده در هوم‌استاک وجود داشتند که هنوز در حال معرفی کردن نصفی از آن‌ها هستند. تعداد زیادی از شخصیت‌های هوم‌استاک ال‌جی‌بی‌تی هستند و مرگ تعداد زیادی از شخصیت‌ها طی داستان نیز از موضوعات اصلی وب‌کمیک می‌باشد.

## بچه‌ها

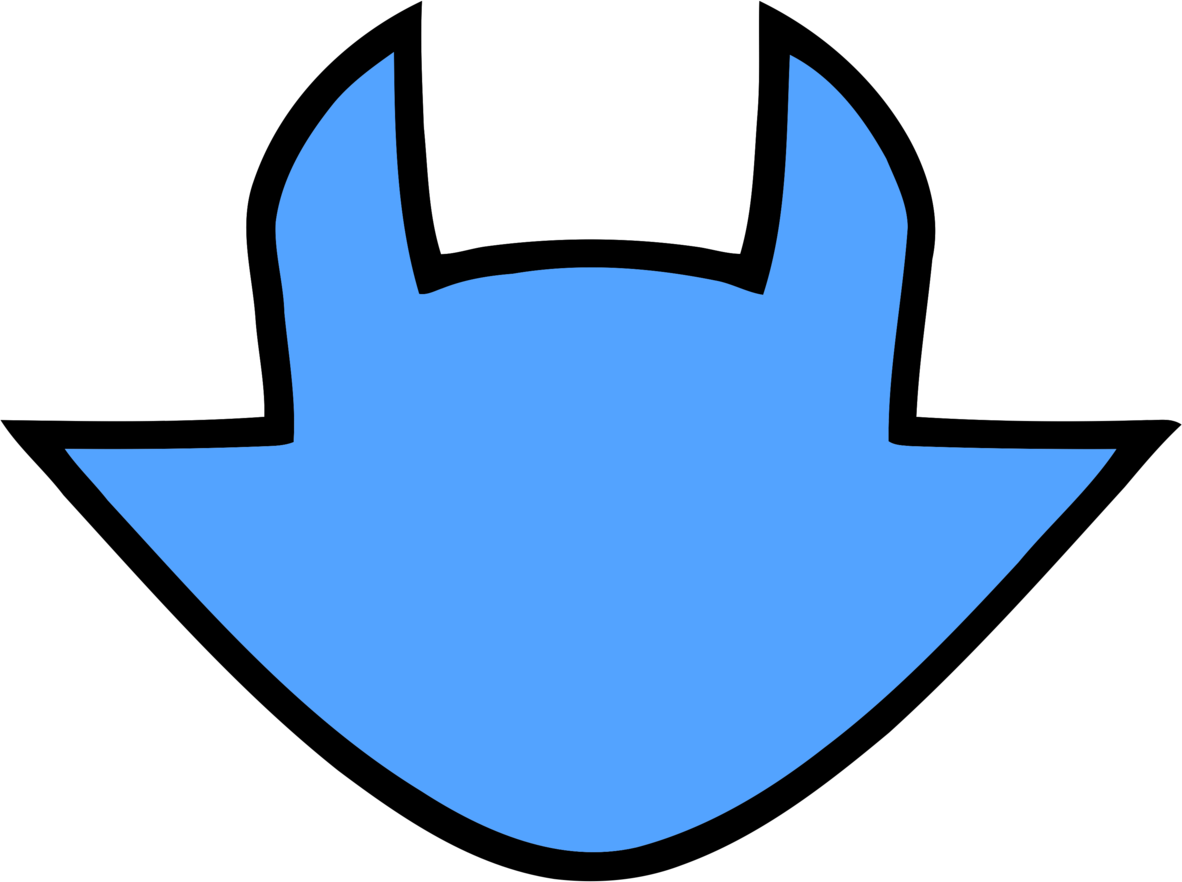
لوگوی مرتبط با جید، همچنین سگ «نگهبان اول» او به نام بکورل، در وب‌کمیک هوم استاک.

### بچه‌های بتا
چند قسمت اولیهٔ هوم‌استاک حول محور چهار کودک ۱۳ ساله می‌چرخد که به‌عنوان چند دوست اینترنتی معرفی شده‌اند که از نظر فنی هیچ‌گاه یکدیگر را ملاقات نکرده‌اند و از طریق برنامهٔ چت آنلاین با یکدیگر ارتباط برقرار می‌کنند. صفحات اولیهٔ هوم‌استاک آزمایشات «داستان‌سرایی طرفدارسپاری» در پی داشت؛ به این صورت که هاسی به خوانندگان هوم‌استاک اجازه می‌داد روی شخصیت‌ها اسم بگذارند و چند پیشنهاد برای داستان دهند و در نهایت هر چهار شخصیت اصلی این مجموعه توسط هواداران نام‌گذاری شدند.
جان اگبرت (John Egbert)
جان اگبرت شخصیت اصلی هوم‌استاک و اولین شخصیتی می‌باشد که معرفی می‌شود. علی‌رغم این‌که وی «نوجوان شیطون کلیشه‌ای» توصیف شده به‌عنوان «رهبری» وفادار در میان گروه بچه‌ها نیز به تصویر کشیده می‌شود. تابه‌حال جان به شوخی توسط وبلاگ‌نویس Subdee به‌عنوان «قهرمان شوجو» هم توصیف شده است. شخصیت جان به‌طور مشخص شیفتهٔ فیلم‌های مزخرف است و نسبت به برند بتی کراکر نفرت نامعقولی دارد. سلاح برگزیده او چکش است.
رز لالوند (Rose Lalonde)
رز لالوند به‌خاطر علاقهٔ زیادی که به ادبیات لاوکرفت دارد و سازمان دادن و برنامه‌ریزی کردن جنبش گروه طی داستان به‌عنوان فردی «روشن‌فکر» شناخته شده است که گویا برای اثبات دانش و بصیرت خود تمایل به رسمی و بیش از حد صحبت کردن و نوشتن دارد. رز به‌جز علوم خفیه به بافتنی هم علاقه دارد و از میل‌های بافندگی‌اش به‌عنوان سلاح استفاده می‌نماید. وی با یکی از ترول‌ها به‌نام کانایا مریم وارد رابطه می‌شود و در قسمت هفتم با او ازدواج می‌کند.
دیو استرایدر (Dave Strider)
دیو استرایدر پسری‌است که «آنقدر باحال می‌باشد که فقط از چیزها به‌طرز طعنه آمیزی لذت می‌برد». او این رفتارش را از برادر بزرگترش (که با توجه به اکتوبیولوژی پدر زیستی وی و همچنین تنها نگهبان او نیز می‌باشد) که عروسک‌های خیمه‌شب و کاتانا جمع می‌کند در سطحی که دیو فکر می‌کند او این کار را از روی طعنه و کنایه انجام می‌دهد، تقلید کرده است. وی را «زرنگ-بدگمان» توصیف کرده‌اند و او بهترین دوست جان نیز است. وی زندگی خود را با بازی‌های ویدئویی مزخرف و هله هوله پر کرده است و یک ری-بن خلبانی که چشمانش‌را کامل از دید پنهان کرده می‌زند و در شرایط جنگی نیز کاتانا به دست می‌گیرد.
دیو خالق خیالی وب‌کمیک اسپین‌آف هاسی تحت عنوان سوئیت برو اند هلا جف می‌باشد که شوخی‌های خودمانی زیادی از این وب‌کمیک در هوم‌استاک دیده می‌شود. با توجه به استفاده از خط‌های نایکنواخت، استفاده از اسپری رنگ با ولخرجی، کیفیت داغون عکس‌ها و تایپ‌فیس کمیک سنس که استفاده از آن زیاد جالب نیست در این وب‌کمیک، می‌توان نتیجه گرفت سوئیت برو اند هلا جف عمداْ خیلی بد ساخته شده است.
جید هارلی (Jade Harley)
جید برای اولین‌بار در قسمت سوم هوم‌استاک به‌طور فیزیکی دیده شد، شینون گریتی وی را از بین چهار بچه به‌عنوان «سر سخت‌ترین» توصیف کرده است. وی به‌همراه سگش بکرل که اولین نگهبان زمین می‌باشد (و بعداً با او ادغام شد) در جزیره‌ای دورافتاده زندگی می‌کند. از آنجایی که جید می‌تواند آینده‌را از طریق رویاهایش از پیش ببیند، او کسی بود که سه بچه دیگر را تشویق به بازی کردن بازی ویدئویی تخیلی اس‌بورب کرد و از این طریق بود که طرح داستان را رقم زد. وی اغلب در جنگ‌ها از یک تفنگ شکاری استفاده می‌کند.

### بچه‌های آلفا
جین کراکر (Jane Crocker)
جین کراکر وارث بتی کراکر است، و رهبر نمادین چهار کودک آلفا محسوب می‌شود. وی از سلاحی مشابه به یک داس استفاده می‌نماید که بسته به برندینگ بتی کراکر در آن زمان، سرش گاهی شبیه به یک چنگک یا قاشق می‌شود. پسر ژنتیکی او به دلیل پدیدهٔ «تنقاض شبیه‌ساز» در واقع پدربزرگ اوست و نسخهٔ جایگزین جان اگبرت نیز است، که خواهرش مادر بزرگ جیک انگلیش، جید، بود. همچنین کراکر به‌عنوان کسی که به جیک انگلیش علاقهٔ عاشقانه دارد ترسیم شده است.
راکسی لالوند (Roxy Lalonde)
راکسی لالوند یکی از دو انسان آخر (همراه‌با درک استرایدر) در زمین پسا-آخرالزمانی آینده می‌باشد. وی تنها زندگی می‌کند و به‌خاطر اعتیاد خود به مشروب معروف است. در قسمت‌های بعدی راکسی را به‌عنوان یک مرد ترنس می‌بینیم. او برخلاف تصور رایج، با ملال جنسیتی دست و پنجه نرم نمی‌کند و نامش را پس از تغییر جنسیت عوض نکرده است. این قضیه باعث شده تا موقعیت‌هایی پیش بیاید که مثلاً دیو به‌طور ناخواسته راکسی را «مامان» خطاب کند، با این حال، او که فردی فهمیده است به راحتی از آن‌ها می‌گذرد.
درک استرایدر (Dirk Strider)
درک استرایدر برادر دیو استرایدر است که علاقهٔ مشابهی به وارونه‌گویی دارد. او در سنین پایینی نسخهٔ دیجیتالی از مغز خود ساخت که به یک پاسخ‌دهندهٔ خودکار خودآگاه در چت تبدیل شد. برادر بزرگتر درک که نسخهٔ دیگری از دیو است، یک امپراتوری رسانه‌ای ساخته می‌باشد که سوئیت برو اند هلا جف را پوشش می‌دهد؛ فیلمی از این مجموعه وجود دارد که در آن دونالد گلاور در نقش «جرومی» بازی می‌کند. وی معتقد است این سری فیلم‌ها از «اسلپ‌استیک سورئالیستی و فیلم‌هایی با موفقیت تجاری غیرمنتظره به آثار اعتراضی که در ظاهر هیچ‌چیزی نمی‌گویند ولی در درونشان پیغام پنهانی دارند» تغییر حالت می‌دهند، همچنین معتقد است این فیلم‌ها مرتباً تماشاگران را با شیوه‌هایی مثل فروش فیلم‌هایی که وجود خارجی ندارند دست می‌اندازد. درک استرایدر همجنس‌گراست و مثل جین کراکر به جیک انگلیش علاقهٔ عاشقانه دارد. او مدتی بعد به دیو استرایدر کمک می‌کند تا با گرایش جنسی خود روبه‌رو شود و آن را بپذیرد و بفهمد.
جیک انگلیش (Jake English)
جیک انگلیش نیز مانند جید هارلی به‌تنهایی در جزیره‌ای زندگی می‌کند. او علاقهٔ زیادی به فیلم‌های اکشن دارد و به شیوه‌ای کهنه و قدیمی حرف می‌زند. نام خانوادگی انگلیش از روی شخصیت منفی لرد انگلیش برگرفته شده است. مادربزرگ جیک از سر لج با مادر سوءاستفاده‌گرش این نام خانوادگی را برگزیده، چراکه او از لرد انگلیش می‌ترسید. او چند ماهی با درک درگیر یک رابطهٔ عاشقانه شده بود اما سرانجام رابطه به‌خاطر درون‌گرایی جیک به جدایی ختم شد. جیک مدتی بعدها از رفتارهای اجتنابی خود پشیمان شده و رابطهٔ آن‌ها از سر می‌گیرد. علاوه بر این یک نسخهٔ خیالی از درک همواره در ذهن اوست که برین گوست درک نام دارد.

## ترول‌ها

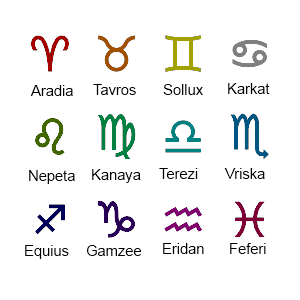
دوازده ترول از روی برج‌های فلکی الهام گرفته شده‌اند و هرکدام رنگ خون منحصربه‌فردی دارند که با یکدیگر فرق دارد.

در پنجمین «قسمت» هوم‌استاک، هاسی بر اساس ترول‌های اینترنتی یک گونهٔ بیگانه به نام «ترول‌ها» را معرفی کرد که در سیارهٔ آلترنیا واقع‌شده در جهان دیگری زندگی می‌کنند. درحالی‌که چند قسمت اول هوم‌استاک به‌طور واقع‌گرایانه‌ای نشان می‌داد که برای یک گروه از بچه‌ها چطور است که در اینترنت با هم دوست باشند، بعدها ترول‌ها نمایانگر جنبه‌های مختلف فرهنگ اینترنتی شدند. هاسی بیان کرد که هر ترول نمایانگر نوعی رفتار اینترنتی است که «معمولاً نادیده گرفته شده، بحث‌برانگیز یا چیزی است که بیشتر مردم از آن دوری می‌کنند.» هوم‌استاک تلاش دارد تا فرهنگ‌های اینترنتی که معمولاً بی‌محابا رد یا نادیده گرفته می‌شوند را عادی کرده و جنبه‌های انسانی آن‌ها را به تصویر بکشد.
آرادیا مگیدو (Aradia Megido)
گفته می‌شود وی سایکیک قدرتمندی است که توانایی صحبت با مردگان را دارد، آرادیا وظیفه داشت کد بازی اس‌گروب، نسخهٔ ترولی اس‌بورب را از ویرانه‌ها به‌دست‌آورد. وی خون شرابی‌رنگ دارد، که پایین‌ترین طبقه در طیف رنگ همواسپکتروم و کوتاه‌ترین عمر را بین ترول‌ها دارد، و با این حال بیشترین احتمال برای داشتن قدرت‌های روانی نیز دارد. یک شب، پیش از آغاز اس‌گروب حادثه‌ای رخ می‌دهد که در آن وریسکا سرکت، ترزی پایروپ، تاوروس نایترم و یک چرخهٔ انتقام‌جویانه خشونت‌آمیز دخیل هستند که سرانجام به مرگ لوسوس (سرپرست او) ختم می‌شود. این حادثه در نهایت باعث مرگ آرادیا می‌شود و او را به یک روح تبدیل می‌کند. این موضوع باعث شده وی نسبت به همه چیزهایی که قبلاً از آن‌ها لذت می‌برد، مثلاً باستان‌شناسی، زده شود و به جای آن تمام توجهش معطوف به بازی اس‌گروب می‌شود. اکوئیوس ضحاک به پیشنهاد وریسکا یک بدن رباتی برای آرادیا می‌سازد که وی بخش گسترده‌ای از کمیک را در آن زندگی می‌کند. وی پس از انفجار بدن رباتی‌اش از تنها دو ترولی است که به رتبهٔ خدایی می‌رسد (با وریسکا سرکت). برج فلکی وی حمل می‌باشد. در هوم‌استاک: فراتر از کنون نسخه‌ای از آرادیا با تاوروس نایترم به وریسکا کمک می‌کنند تا از ابتدای «نقطه» و نوعی درمان به او ارائه می‌دهند.
تاوروس نایترم (Tavros Nitram)
تاوروس ترولی با خون برنزی است که طی روند قوس شخصیتی خود با مسائل مربوط اعتماد به نفس دست و پنجه نرم می‌کند. وی خجالتی است و کمبود اعتماد به نفس دارد و در دفاع از خودش در برابر دیگران، به‌خصوص وریسکا سرکت، نیز مشکل دارد. او به قصه‌های پریان و داستان‌های فانتزی علاقه‌مند است علی‌الخصوص پوپا پن یعنی معادل آلترنیایی پیتر پن، و توانایی گفت‌وگو با حیوانات را نیز دارد. تاوروس پس از یک رویارویی میان او و وریسکا که نیت‌های عاشقانه‌اش برای او غیرقابل فهم است و باعث فلج شدن او نیز شده، از ویلچر استفاده می‌کند، ولی بعدها پاهای رباتیکی می‌گیرد (هرچند وریسکا فوراً به محض آنکه او را می‌بیند، او را می‌کشد). برج فلکی او ثور است. روفیو که از اجداد تاوروس است، از شخصیت روفیو از فیلم هوک محصول سال ۱۹۹۱ الهام گرفته شده است. دانته باسکو بازیگر نقش روفیو در هوک به‌دلیل اینکه شخصیتش در هوم‌استاک حضور یافته بود شروع به خواندنش کرد و بعدها گفت که تاوروس به‌دلیل ربط خود به روفیو، شخصیت مورد علاقه‌اش در هوم‌استاک است.
سولوکس کپتور (Sollux Captor)
سولوکس برنامه‌نویس رایانه‌ای است که شخصیتش به نوعی با ویژگی‌های دوگانه و تفکیک‌پذیر شناخته می‌شود. رنگ خونش طلایی می‌باشد، ترول‌های این طبقه قدرت‌های روانی فراوانی دارند، همچنین او کسی است که اس‌گروب را (با استفاده از کدی که آرادیا مگیدو پیدا کرد) برنامه‌نویسی می‌کند. سولوکس توانایی قادر است با مردگان تازه‌فوت‌شده صحبت کند، آن‌ها او را مطلع می‌کنند که آلترنیا از بین خواهد رفت. وی نیز ادعا داشت که قرار است قبل از مرگ نابینا شود، که بعدها مشخص می‌شود تا حدی درست از آب درآمده بوده است. نحوهٔ صحبت سولوکس با لیسپ شدیدی همراه است و این ویژگی در شیوهٔ تایپ کردنش نیز دیده می‌شود. او معمولاً دوستانش را با اختصارات دو حرفی از اسم‌هایشان صدا می‌زند (مثلاً کارکت KK و ترزی TZ می‌شود، و غیره) شیوهٔ معرفی سولوکس مشابهٔ دیو استرایدر است، برج فلکی وی جوزا می‌باشد.
کارکت وانتاس (Karkat Vantas)
کارکت رهبر بالفعل گروه ترول‌ها است و معرفی او در قسمت پنجم صورت می‌گیرد که مشابهٔ معرفی جان اگبرت در آغاز وب‌کامیک می‌باشد. او خیلی زود عصبانی می‌شود پرصداست و اغلب بی‌احترامی می‌کند، اما حس عدالت قوی‌ای دارد و از درون آدم خوبی است. رنگ خون او قرمز آب‌نباتی است که خارج از همواسپکتروم رنگی جهش‌یافته محسوب می‌شود. این موضوع باعث شده کارکت از تعقیب و آزار احساس ترس غیرقابل‌انکاری داشته باشد، خود را خیلی حساس ببیند و از خاکستری کم‌رنگ برای لهجهٔ رنگی خود استفاده نماید تا رنگ خون حقیقی‌اش را پنهان کند. برج فلکی او سرطان است. نام کارکت به «کارکاتا» اشاره دارد که در طالع‌بینی هندی معادل برج سرطان است؛ همچنین این نام ممکن است به کلمهٔ هندی करकट که معنی پسماند یا بی‌ارزش را می‌دهد اشاره کند که با رنگ خون او ارتباط دارد.
نِپِتا لیون (Nepeta Leijon)
نپتا خون زیتونی‌رنگ دارد که در همواسپکتروم «طبقه متوسط» محسوب می‌شود. وی در غاری همراهٔ لوسوسش زندگی می‌کند، و به‌خاطر نقش‌آفرینی کردن و تقلید از رفتار گربه‌ها شهرت دارد. نپتا علاقهٔ خاصی به خزدارها و شیپ کردن دارد، هاسی این ترکیب را «انتخاب مؤثر» خوانده است. او مویریل (هم‌روح افلاطونی تسلی‌بخش) اکوئیوس ضحاک است. همچنین در عین حال روی کارکت وانتاس فلاش-کراش دارد. برج فلکی وی اسد است. نام نپتا از نام علمی نعنای گربه‌ای برگرفته شده، و لیون نیز شباهت جالبی به واژهٔ «شیر» در زبان‌هایی مثل فنلاندی و سوئدی دارد.
کانایا مریم (Kanaya Maryam)
کانایا خون سبز یشمی دارد و توجهٔ زیادی به دنیای مد دارد و به لحاظ مضمونی شدیداً از مریم باکره اثر پذیرفته و به‌نوعی نقش مادرانه‌ای برای دیگر ترول‌ها مخصوصاً کارکت وانتاس ایفا می‌کند. او طی داستان در نهایت به اصطلاح «نوشندهٔ رنگین» یا خون‌آشام تبدیل می‌شود. رابطهٔ عاشقانه میان کانایا و رز لالوند یکی از محبوب‌ترین روابط همجنس‌گرایانه رسمی در دنیای وب‌کامیک است، که به آن «رزماری» اطلاق می‌شود. برج فلکی او سنبله است. هاسی تأکید کرده که کانایا لزبین است اما به علت اینکه دوجنس‌گرایی در فرهنگ ترول‌ها به‌عنوان هنجار شناخته می‌شود، این موضوع در فرهنگ ترول‌ها چندان به چشم نمی‌آید یا یک فتیش جنسی تلقی می‌شود. نام کانایا برگرفته از «کنیا» است که در طالع‌بینی هندی نام برج سنبله می‌باشد. مریم هم اشاره به نام عربی مریم مقدس دارد.
تِرِزی پایروپ (Terezi Pyrope)
ترزی همان ترولی‌ست که در قسمت‌های اولیهٔ هوم‌استاک داشت دیو استرایدر را در طول ماجرا راهنمایی می‌کرد. وی نابیناست (به‌خاطر همان حادثه‌ای که تاوروس نایترم را فلج کرد و وریسکا سرکت در آن دست داشت) و می‌تواند دنیای اطرافش را از طریق بویایی و چشایی درک کند و تجسم نماید. رنگ خون ترزی سبز دودی می‌باشد و نقش‌آفرینی پرکار و پرشور است که حس عدالت قوی‌ای نیز دارد. برج فلکی وی میزان است. نام ترزی برگرفته از کلمه آلبانیایی Terezi است که معنای «عدالت» می‌دهد. ترزی اولین شخصیت از سه شخصیت هوم‌استاک بود که در بازی شبیه‌ساز دوست‌یابی بندای نامکو تحت نام نامکو های معرفی شد. اندرو هاسی مدیر نوآوری این بازی بود.
وریسکا سرکت (Vriska Serket)
وریسکا دارای خون آبی سرولین می‌باشد و در هوم‌استاک نقش یک ضدقهرمان را ایفا می‌کند. او که توسط عنکبوت غول‌پیکری تربیت شده، از شیوهٔ تایپ عنکبوتی بهره می‌برد و همچنین آرزوی دزد دریایی شدن را در سر دارد. وی از هشت دسته تاس افسانه‌ای هشت‌ضلعی به‌عنوان سلاح استفاده می‌کند که بسته به اینکه کدام عدد بیوفتد، حملات ویرانگر تا حملات بی‌اثر هستند. شخصیت وریسکا «بی‌رحم، مغرضانه و قدرتمند» بیان شده و توسط مری سو یکی از «سرسخت‌ترین» شخصیت‌های خیالی چشم‌بندپوش خوانده. او و آرادیا مگیدو در خط زمانی آلفا تنها دو ترولی هستند که به رتبهٔ خدایی دست پیدا می‌کنند. برج فلکی وی عقرب است.
اکوئیوس ضحاک (Equius Zahhak)
اکوئیوس خون نیلی دارد و یک متخصص رباتیک با قدرت غیرطبیعی زیادی است. او با وجود باور و اعتقاد کاملی که به همواسپکتروم دارد، علاقهٔ بفهمی نفهمی فتیشیستیکی نسبت به آرادیا مگیدو که از طبقه پایین است، دارد. اکوئیوس مویریل نپتا لیون است، مویریل به یار و همراهی اطلاق داده می‌شود که هم‌روح افلاطونی کسی است و به آرام کردن رفتارهای تهاجمی فرد یاری می‌رساند. برج فلکی او قوس است.
گامزی ماکارا (Gamzee Makara)
گامزی ترولی با خون ارغوانی‌رنگ است که پیوند قوی‌ای با ایمان دینی خود دارد، که آن را «فرقهٔ مسیحیان طربناک» می‌نامند و او در نهایت از طریق سفر در زمان آن را ایجاد و به واقعیت می‌رساند. این دین مشابهٔ جوگالو است: او علاقهٔ وسواس‌گونه‌ای به فایگو دارد و به معجزات و ظهور دارک کارناوال نیز اعتقاد دارد. گامزی اغلب به‌خاطر مصرف سوپور اسلایم در حالت نشئگی قرار دارد یا توسط نیروهای دیگر تسخیر می‌شود. وی با کارکت وانتاس و تاوروس نایترم رابطهٔ دوستانهٔ خوبی دارد و یکبار از تاوروس خواست تا با او بیرون برود، اما قبل از اینکه تاوروس جواب قطعی بدهد صفحه قطع می‌شود. برج فلکی او جدی است.
اریدان آمپورا (Eridan Ampora)
اریدان به عنوان یک فرد اشرافی که عقدهٔ برتری نسل‌کشی‌گونه‌ای دارد، به تصویر کشیده شده است. او ادعا می‌کند که تمایل شدیدی به کشتن تمام ترول‌هایی که روی خشکی ساکن هستند دارد و به‌همین منظور از وریسکا سرکت یک سلاح روز قیامت سفارش داده، اما هیچ‌وقت به این گفته‌ها عمل نمی‌کند. وی پس از این مویریلش، ففری پیشیز، او را ترک کرد تا حدی از کوره دررفت که هم ففری و هم کانایا مریم (که سعی داشت جلوی او را بگیرد) را کشت و همچنین سولوکس کپتور را کور کرده و تقریباً او را کشت. اریدان خون بنفش دارد که او را جزو دو طبقه‌ای می‌کند که تشکیل‌دهندهٔ دریا نشینان هستند، آن‌ها زیرگونه‌ای از ترول‌ها که هستند که در معرفی‌شان آمده که «به‌دلیل جهش ژنتیکی و محل زندگی متفاوت از ترول‌های معمولی متمایز هستند». برج فلکی اریدان دلو است.
فِفِری پیشیز (Feferi Peixes)
ففری هم مانند اریدن آمپورا دریا نشین می‌باشد، و همچنین مویریل سابق او نیز بوده است. او به‌عنوان وارث ظاهری حکومت آلترنیا در معرض تهدید از سوی علیاحضرت ایمپریس کاندسنشن، ملکهٔ آلترنیا، قرار دارد، ملکه در صورتی که لوسوس ففری نبود تا از وی محافظت کند برای گرفتن جانش دست به اقدام می‌زد. رنگ خون او سرخابی ارغوانی است که بالاترین طبقه در همواسپکتروم بوده و برای سلطنتی‌هاست، با این وجود ففری به‌طور قابل توجهی نسبت به سایر افراد با خون‌های طبقه رفتارهای انفعالی‌تری از خود بروز می‌دهد و به‌جای اینکه خون‌های پایین‌رده را «معدوم و حذف» کند، نازشان را می‌کشد و دلش می‌خواهد آنها مراقبت کند. برج فلکی وی حوت است.